# Biseriella
Biseriella es un género de foraminífero bentónico de la subfamilia Biseriammininae, de la familia Biseriamminidae, de la superfamilia Palaeotextularioidea, del suborden Fusulinina y del orden Fusulinida. Su especie tipo es Globivalvulina parva. Su rango cronoestratigráfico abarca desde el Bashkiriense superior hasta el Moscoviense medio (Carbonífero inferior).

## Discusión
Clasificaciones más recientes incluyen Biseriella en la superfamilia Biseriamminoidea, del suborden Endothyrina, del orden Endothyrida, de la subclase Fusulinana y de la clase Fusulinata.

## Clasificación
Biseriella incluye a las siguientes especies:
- Biseriella eogranulosa †
- Biseriella paramoderata †
- Biseriella parva †
- Biseriella scaphoidea †
- Biseriella scotica †